# Michio Ashikaga
Michio Ashikaga (jap. 足利 道夫 Ashikaga Michio; ur. 22 maja 1950) – były japoński piłkarz, reprezentant kraju.

## Kariera klubowa
Od 1969 do 1978 roku występował w klubie Mitsubishi Motors.

## Kariera reprezentacyjna
W reprezentacji Japonii zadebiutował w 1971. W reprezentacji Japonii występował w latach 1971-1975. W sumie w reprezentacji wystąpił w 7 spotkaniach.

## Statystyki
| Reprezentacja Japonii | Reprezentacja Japonii | Reprezentacja Japonii |
| Rok                   | Mecze                 | Gole                  |
| --------------------- | --------------------- | --------------------- |
| 1971                  | 1                     | 0                     |
| 1972                  | 3                     | 0                     |
| 1973                  | 2                     | 0                     |
| 1974                  | 0                     | 0                     |
| 1975                  | 1                     | 0                     |
| Razem                 | 7                     | 0                     |